# Newport (Wight)
Newport – miasto w Wielkiej Brytanii (Anglia), na wyspie Wight, port nad rzeką Medina (uchodzącą do cieśniny Solent), ośrodek administracyjny hrabstwa Isle of Wight. W 2015 roku miasto liczyło 25 346 mieszkańców.
W mieście rozwinął się przemysł chemiczny oraz spożywczy.

## Położenie na Wyspie
Miasto znajduje się nieco na północ od centrum wyspy. Ważny ośrodek komunikacyjny Wyspy, siedziba największego dworca autobusowego, z którego odjeżdżają autobusy w kierunkach promienistych do wszystkich ważnych ośrodków wyspy. 
Odległości do poszczególnych miast Wyspy Wight
- Ryde – 10,8 km (6,73 mil)
- Cowes – 7,3 km (4,55 mil)
- East Cowes – 8,1 km (5,01 mil)
- Sandown – 16,2 km (10,05 mil)
- Shanklin – 15,2 km (9,47 mil)
- Ventnor – 18,2 km (11,32 mil)
- Yarmouth – 15,7 km (9,76 mil)

## Urodzeni w Newport
- Henry Sewell – nowozelandzki polityk, premier
- Kelly Sotherton – brytyjska siedmioboistka